# Greg Ryan
Greg Ryan (* 21. Januar 1957 in Dallas, Texas,  USA) war von 2005 bis 2007 Cheftrainer der US-amerikanischen Fußballnationalmannschaft der Frauen.
Ryan war der Nachfolger von April Heinrichs. Unter seiner Führung erreichte das Team das Halbfinale der Weltmeisterschaft 2007 gegen Brasilien, in dem er überraschenderweise die bisher zum Einsatz gekommene Torfrau Hope Solo durch Briana Scurry ersetzte. Ryan erklärte dies mit der größeren Erfahrung von Scurry. Das US-Team verlor jedoch das Spiel mit 0:4, konnte sich aber im Spiel um Platz drei gegen Norwegen durchsetzen. 
Sein Vertrag lief zum 31. Dezember 2007 aus und wurde nicht verlängert. Er wurde durch die Schwedin Pia Sundhage abgelöst. Seit Februar 2008 ist Ryan Cheftrainer der Frauen-Fußballmannschaft der University of Michigan.

## Karriere als Spieler
- 1979 Minnesota Kicks
- 1979 Tulsa Roughnecks
- 1979 New York Cosmos
- 1980–1984 Chicago Sting

## Karriere als Trainer
- 1983 Colorado College (assistant)
- 1984–1993 University of Wisconsin-Madison
- 1996–1999 Southern Methodist University
- 1999–2002 Colorado College
- 2002–2005 US-amerikanische Fußballnationalmannschaft der Frauen (Assistent)
- 2005–2007 US-amerikanische Fußballnationalmannschaft der Frauen
- seit 2008 University of Michigan

| Personendaten    | Personendaten                                                          |
| ---------------- | ---------------------------------------------------------------------- |
| NAME             | Ryan, Greg                                                             |
| KURZBESCHREIBUNG | US-amerikanischer Cheftrainer der Fußballnationalmannschaft der Frauen |
| GEBURTSDATUM     | 21. Januar 1957                                                        |
| GEBURTSORT       | Dallas, Texas, USA                                                     |